# Municipio de Ballville
El municipio de Ballville (en inglés: Ballville Township) es un municipio ubicado en el condado de Sandusky en el estado estadounidense de Ohio. En el año 2010 tenía una población de 5985 habitantes y una densidad poblacional de 67,84 personas por km².

## Geografía
El municipio de Ballville se encuentra ubicado en las coordenadas 41°17′47″N 83°7′53″O / 41.29639, -83.13139. Según la Oficina del Censo de los Estados Unidos, el municipio tiene una superficie total de 88.23 km², de la cual 87,1 km² corresponden a tierra firme y (1,28 %) 1,13 km² es agua.

## Demografía
Según el censo de 2010, había 5985 personas residiendo en el municipio de Ballville. La densidad de población era de 67,84 hab./km². De los 5985 habitantes, el municipio de Ballville estaba compuesto por el 94,92 % blancos, el 1,54 % eran afroamericanos, el 0,07 % eran amerindios, el 0,4 % eran asiáticos, el 1,85 % eran de otras razas y el 1,22 % eran de una mezcla de razas. Del total de la población el 4,78 % eran hispanos o latinos de cualquier raza.